# Фраер, Валерий Юрьевич
Валерий Юрьевич Фраер (13 марта 1939 — 14 ноября 2008) — советский самбист, бронзовый призёр чемпионатов СССР, почётный мастер спорта СССР, каскадёр.

## Биография
Выступал за клуб «Динамо» (Москва). Мастер спорта СССР по самбо (1957).
В 1967 году ему было присвоено звание Заслуженный тренер РСФСР.
Работал на студии «Мосфильм» постановщиком трюков.
Кандидат педагогических наук.
Скончался 14 ноября 2008 года. Похоронен на Троекуровском кладбище.

## Спортивные результаты
- Чемпионат СССР по самбо 1959 года — ;
- Чемпионат СССР по самбо 1961 года — ;

## Фильмография
Постановщик трюков
- «Двенадцать стульев»;
- «Неуловимые мстители»;
- «Щит и меч»;
- «Служили два товарища»;
- «Бархатный сезон»;
- «Адъютант его превосходительства».

Роли
- «В последнюю очередь»;
- «Возвращение к жизни».

Каскадёр
- «Ларец Марии Медичи»;
- «Экипаж»;
- «Чёрный принц».